# Malinao
Malinao (Bayan ng Malinao) är en kommun i Filippinerna. Kommunen ligger på ön Panay, och tillhör provinsen Aklan. Folkmängden uppgår till 23 194 invånare år 2015.

## Barangayer
Malinao är indelat i 23 barangayer.
| - Banaybanay - Biga-a - Bulabud - Cabayugan - Capataga - Cogon - Dangcalan - Kinalangay Nuevo - Kinalangay Viejo - Lilo-an - Malandayon - Manhanip | - Navitas - Osman - Poblacion - Rosario - San Dimas - San Ramon - San Roque - Sipac - Sugnod - Tambuan - Tigpalas |